# Premiul Emmy pentru cel mai bun actor în rol secundar într-un serial dramatic
Premiul Emmy pentru cel mai bun actor în rol secundar într-un serial dramatic (Primetime Emmy Award for Outstanding Supporting Actor in a Drama Series) este acordat din 1959 de Academy of Television Arts & Sciences.

## Lista câștigătorilor

### Anii 1950-1960
- 1959 : Dennis Weaver pentru rolul din Gunsmoke
- 1960 : nu s-a acordat
- 1961 : Roddy McDowall pentru rolul din Not Without Honor
- 1962 : nu s-a acordat
- 1963 : nu s-a acordat
- 1964 : Albert Paulsen pentru rolul din Bob Hope Presents the Chrysler Theatre
- 1965 : nu s-a acordat
- 1966 : James Daly pentru rolul din Hallmark Hall of Fame
- 1967 : Eli Wallach pentru rolul din The Poppy Is Also a Flower
- 1968 : Milburn Stone pentru rolul din Gunsmoke
- 1969 : nu s-a acordat

### Anii 1970
- 1970 : James Brolin pentru rolul din Marcus Welby, M.D.
- 1971 : David Burns pentru rolul din Hallmark Hall of Fame
- 1972 : Jack Warden pentru rolul din Brian's Song
- 1973 : Scott Jacoby pentru rolul din That Certain Summer
- 1974 : Michael Moriarty pentru rolul din The Glass Menagerie
- 1975 : Will Geer pentru rolul din The Waltons
- 1976 : Anthony Zerbe pentru rolul din Harry O
- 1977 : Gary Frank pentru rolul din Family
- 1978 : Robert Vaughn pentru rolul din Washington Behind Closed Doors
- 1979 : Stuart Margolin pentru rolul din The Rockford Files

### Anii 1980
- 1980 : Stuart Margolin pentru rolul din The Rockford Files
- 1981 : Michael Conrad pentru rolul din Hill Street Blues
- 1982 : Michael Conrad pentru rolul din Hill Street Blues
- 1983 : James Coco pentru rolul din St. Elsewhere
- 1984 : Bruce Weitz pentru rolul din Hill Street Blues
- 1985 : Edward James Olmos pentru rolul din Miami Vice
- 1986 : John Karlen pentru rolul din Cagney & Lacey
- 1987 : John Hillerman pentru rolul din Magnum, P.I.
- 1988 : Larry Drake pentru rolul din L.A. Law
- 1989 : Larry Drake pentru rolul din L.A. Law

### Anii 1990
- 1990 : Jimmy Smits pentru rolul Victor Sifuentes din L.A. Law
- 1991 : Timothy Busfield pentru rolul Elliot Weston din Thirtysomething
- 1992 : Richard A. Dysart pentru rolul Leland McKenzie din L.A. Law
- 1993 : Chad Lowe pentru rolul Jesse McKenna din Life Goes On
- 1994 : Fyvush Finkel pentru rolul Douglas Wambaugh din Picket Fences
- 1995 : Ray Walston pentru rolul Henry Bone din Picket Fences
- 1996 : Ray Walston pentru rolul Henry Bone din Picket Fences
- 1997 : Héctor Elizondo pentru rolul Dr Phillip Watters din Chicago Hope
- 1998 : Gordon Clapp pentru rolul Greg Medavoy din NYPD Blue
- 1999 : Michael Badalucco pentru rolul Jimmy Berluti din The Practice

### Anii 2000
- 2000 : Richard Schiff pentru rolul Toby Ziegler din The West Wing
- 2001 : Bradley Whitford pentru rolul Josh Lyman din The West Wing
- 2002 : John Spencer pentru rolul Leo McGarry din The West Wing
- 2003 : Joe Pantoliano pentru rolul Ralph Cifaretto din The Sopranos
- 2004 : Michael Imperioli pentru rolul Christopher Moltisanti din The Sopranos
- 2005 : William Shatner pentru rolul Denny Crane din Boston Legal
- 2006 : Alan Alda pentru rolul Arnold Vinick din The West Wing
- 2007 : Terry O'Quinn pentru rolul John Locke din Lost
- 2008 : Željko Ivanek pentru rolul Raymond Fiske din Damages
- 2009 : Michael Emerson pentru rolul Benjamin Linus din Lost

### Anii 2010
- 2010 : Aaron Paul pentru rolul Jesse Pinkman din Breaking Bad
- 2011 : Peter Dinklage pentru rolul Tyrion Lannister din Game of Thrones
- 2012 : Aaron Paul pentru rolul Jesse Pinkman din Breaking Bad
- 2013 : Bobby Cannavale pentru rolul Gyp Rosetti din Boardwalk Empire
- 2014 : Aaron Paul pentru rolul Jesse Pinkman din Breaking Bad
- 2015 : Peter Dinklage pentru rolul Tyrion Lannister din Game of Thrones
- 2016 : Ben Mendelsohn pentru rolul Danny Rayburn din Bloodline
- 2017 : John Lithgow pentru rolul Winston Churchill din The Crown
- 2018 : Peter Dinklage pentru rolul Tyrion Lannister din Game of Thrones
- 2019 : Peter Dinklage pentru rolul Tyrion Lannister din Game of Thrones

### Anii 2020
- 2020 : Billy Crudup pentru rolul Cory Ellison din The Morning Show[1]
- 2021 : Tobias Menzies pentru rolul Prințul Filip din The Crown[2]
- 2022 : Matthew Macfadyen pentru rolul Tom Wambsgans din Succesiunea[3]
- 2023 : Matthew Macfadyen pentru rolul Tom Wambsgans din Succesiunea
- 2024 : Billy Crudup pentru rolul Cory Ellison din The Morning Show[4]